# ريوتارو ميغومي
ريوتارو ميغومي (29 يونيو 1993 بتشيبا في اليابان - ) هو لاعب كرة قدم ياباني في مركز الهجوم.

## روابط خارجية
- ريوتارو ميغومي على موقع قاعدة بيانات كرة القدم.إي يو (الإنجليزية)
- ريوتارو ميغومي على موقع Soccerway.com (الإنجليزية)